# Nature Climate Change
Nature Climate Change è una rivista scientifica mensile sottoposta a revisione paritaria e pubblicata dalla Nature Portfolio. Essa tratta tutti gli aspetti della ricerca sul riscaldamento globale, l'attuale cambiamento climatico, in particolare i suoi effetti. È stata fondata nel 2011 ed era la continuazione di Nature Reports Climate Change, nato quattro anni prima.
Il suo primo caporedattore è stato Olive Heffernan, mentre quello attuale è Bronwyn Wake.
Secondo il Journal Citation Reports, nel 2023 la rivista ha avuto un fattore di impatto pari a 30.3.